# Life&Law
Die Zeitschrift Life&Law ist eine juristische Ausbildungszeitschrift, die seit 1998 monatlich veröffentlicht wird.

## Konzept und Bedeutung
Life&Law dient in erster Linie als Schulungsmittel, indem sie aktuelle Rechtsprechung für Studenten und Referendare examenstypisch aufbereitet. Die seit 1998 monatlich erscheinende Zeitschrift ist in die Kurse des Repetitoriums hemmer integriert, jeder Kursteilnehmer erhält monatlich ein Exemplar.

## Inhalt
Die Zeitschrift besteht aus folgenden Teilen:
- Entscheidungen aus den Bereichen Zivilrecht, Strafrecht, Öffentliches Recht: Hier werden Entscheidungen der aktuellen Rechtsprechung aufbereitet und gelöst.
- Das Problem
- Kompakt: Gibt Übersichten über einzelne Themen der Rechtsprechung und beleuchtet aktuelle Gesetzgebung.